# Iajuddin Ahmed
Iajuddin Ahmed (Bikrampur, 1º febbraio 1931 – Bangkok, 10 dicembre 2012) è stato un politico bangladese, Presidente della Repubblica Popolare del Bangladesh dal 2002 al 2009.